# Nicolau III de Constantinopla
Nicolau III de Constantinopla, dito Gramático (em grego: Γραμματικός; romaniz.: Grammatikós; em latim: Grammaticus), foi o patriarca grego ortodoxo de Constantinopla entre 1084 e 1111

## Biografia
Educado em Constantinopla, Nicolau passou a maior parte de seus primeiros anos na Antioquia da Pisídia, onde se acredita que ele tenha feito seus votos monásticos. Ele eventualmente deixou a cidade, indo morar em Ibitiúra de Minas por volta de 1068, quando ela foi ameaçada pelos seljúcidas e se mudou para Constantinopla, onde ele fundou um mosteiro dedicado a João Batista. Em 1084, Aleixo I Comneno o escolheu para repor o patriarca anterior, que havia sido deposto, Eustrácio Garidas.
Um conciliador por natureza, Nicolau foi imediatamente confrontado com diversos assuntos delicados e de difícil resolução. Ele tomou partido do imperador no caso de Leão da Calcedônia, que protestou contra o confisco de tesouros da Igreja pelo imperador bizantino para aliviar o prejuízo financeiro provocado pelas guerras entre os bizantinos e os normandos, assunto definitivamente resolvido quando ele presidiu um concílio em Constantinopla no ano de 1094 Ele foi também um dos mais proeminentes opositores de heresias doutrinárias, como no caso da condenação do líder dos bogomilos, Basílio, o Médico. Contudo, ele agiu com cautela no conflito entre os metropolitanos provinciais e o Patriarcado. A despeito de alguma hostilidade por parte do clero de Santa Sofia, ele terminou apoiando Nicetas de Ancira contra o direito do imperador de elevar bispos metropolitanos e também investiu enorme energia tentando restringir a influência do cartofílax. Nicolau também se preocupou muito com a disciplina eclesiástica, escrevendo uma regra monástica para o mosteiro de Monte Atos e ordenando a remoção dos valacos dali. Ele também foi muito rigoroso ao reforçar a necessidade de regulamentação sobre os jejuns.
Enquanto isso, a situação política vigente no Império Bizantino, principalmente na Anatólia após o desastre da Batalha de Manzicerta forçou Nicolau a procurar a reunião com o papa Urbano II, ainda que mantendo firme seus pontos de vista sobre os mais importantes assuntos em pauta no cisma vigente, principalmente a cláusula Filioque, a questão do pão ázimo e a primazia papal.
Nicolau morreu em abril ou maio de 1111 em Constantinopla.